# Hermann Szobel
Hermann Szobel (Wenen, 1958) is een voormalig Oostenrijks componist en pianist. Zijn debuut- en enige album Szobel werd opgenomen in de studio Record Plant te New York en in 1976 uitgebracht op het label Arista. Met dit album belandde Szobel in 2016 op de lijst van "40 Greatest One-Album Wonders" van het muziektijdschrift Rolling Stone.

## Biografie
Szobels ouders ontvluchtten het naziregime in de jaren 1930. Na de oorlog nam zijn moeder Sonja Grajonca de naam Szobel aan, vermoedelijk vanwege een huwelijk. Zij vestigde zich in Wenen waar Hermann in 1958 geboren werd. Op zesjarige leeftijd startte hij met het bespelen van de piano. Als tiener schreef hij zijn eerste eigen werk.
In 1974 of 1975 trok Szobel naar de Verenigde Staten. Daar ontfermde zijn oom Bill Graham (geboren als Wolodja Grajonca) zich over hem. Graham hielp Szobel aan contacten in de muziekwereld en zo kwam hij terecht in de studio waar op dat moment Roberta Flack bezig was met de opnames van haar album Feel like makin' love. Szobel riep dat hij de beste pianist aller tijden is waarna Flack hem zijn gang liet gaan op de piano. Ze raakte danig onder de indruk van zijn spel en besloot hem te helpen met zijn carrière.
Via zijn oom kon Szobel audities doen en tekende hij bij Arista Records. In oktober 1975 begon hij met de opnames voor zijn debuutalbum. Die vonden plaats in de Record Plant Studios in New York. In 1976 werd het album Szobel uitgebracht. Hierna verdween hij plots van het toneel. Szobel zou naar San Francisco getrokken zijn. Zijn moeder gaf hem in 2002 als vermist op. Echter, in 2015 verleende hij in Jeruzalem medewerking aan de documentaire Szukajac Jezusa (Looking for Jesus) van de Poolse regisseuse Katarzyna Kozyra. Hij leefde daar als dakloze artiest.